# Antarctic Support Associates
Antarctic Support Associates (kurz: ASA) war ein US-amerikanisches Dienstleistungsunternehmen aus Denver, Colorado. 
ASA entstand als Joint Venture zwischen EG&G und dem Ingenieurbüro Holmes & Narver aus dem kalifornischen Orange. Am 3. Oktober 1989 übernahm das Unternehmen die Tätigkeiten der ITT Antarctic Services zur logistischen Unterstützung der Forschungsarbeiten der National Science Foundation in Antarktika. Nach zehn Jahren verlor das Unternehmen diesen Auftrag im Jahr 1999 an Raytheon und hörte damit auf, zu existieren.